# دیزی ماری
دِیزی ماری (به انگلیسی: Daisy Marie) مدل برهنه و بازیگر پورنوگرافی مکزیکی-آمریکایی است.
ماری در شرق لس آنجلس، کالیفرنیا بزرگ شد و حرفه پورنوگرافی را در سال ۲۰۰۲ و تنها یک روز پس از ۱۸ سالگی‌اش شروع کرد. وی از سال ۲۰۰۲ تاکنون در حدود ۳۱۳ فیلم پورن بازی کرده و با عکاسان مشهور زیادی نیز همکاری نموده‌است.
دیزی ماری یک تتوی کروب (فرشتگان آسمانی به صورت بالدار) در کمر خود دارد. تصویر او در ژوئن ۲۰۰۸ بر روی جلد مجله پنت هاوس قرار گرفت.